# Dům čp. 47 (Kolín)
Dům čp. 47 je městský dvoupatrový dům stojící ve východní frontě Karlova náměstí na úzké gotické parcele. Na zachovalém gotickém sklepení byla postavena novostavba mezi lety 1903 až 1904. Stavebníkem byl budoucí starosta města Antonín Sládek. Původní prostory domu byly využívány k bydlení. Na začátku jednadvacátého století je dům komerčně využíván. Je chráněn jako kulturní památka.

## Historie a popis
Původně středověký dům z konce 13. století je doložen zachovalými gotickými sklepy. Také historické dokumenty zmiňovaly velký požár v roce 1644, při kterém vyhořelo sedm domů na východní straně náměstí včetně čp. 47. V první polovině 17. století byli jako majitelé zmiňováni Daniel Gruntmann a jeho syn Mikuláš a následně jeho vdova Eliška, která se provdala za varhaníka Prokopa Huppla. Během druhé poloviny 17. století patřil dům například Jiříkovi Uhlmanovi, mydláři z Bydžova, ševci Janovi Jilvovi. V 18. století se zde vystřídalo také několik majitelů jako byl řezník Václav Veleba nebo jeho zeť Václav Anbelang, zámečník z Ratboře. Josef Anbelang, Václav Cihlář nebo Antonín Poustka vlastnili dům v 19. století.
Po požáru koncem 19. století byla stará stavba v roce 1902 zbourána. Původní sklepy zůstaly zachovány. Na gotickém sklepení si nechal postavit nový dům podnikatel a budoucí starosta Antonín Sládek. Stavba – dvoupatrový řadový dům s dvouosým průčelím a s eklektickou fasádou, kterou doplňoval novorenesanční štít a secesní prvky, byla zkolaudována v roce 1904.
Hlavní vstup byl situován v pravé části parteru se dvěma úzkými okénky s profilovanou omítkovou šambránou. Větší levá část parteru byla vytvořena segmentově zaklenutým výkladcem. Původní loubí bylo zazděno. Fasádu přízemí zvýrazňuje iluzivní štuková bosáž, která pokračuje v nároží prvního i druhého patra. V obou patrech jsou sdružená okna se zděným sloupkem uprostřed. Mezipatro je vyznačeno malovaným ornamentem na barevně odlišeném pásu. Okna druhého patra zdůrazňují vysazené nadokenní římsy. Nad nimi je barevně odlišený vlys s nápisovou pásku s letopočtem 1904–1994. Fasáda domu je zakončena vysokým obloučkovým štítem s rozevřeným obrysem, který po stranách zdobí úzké věžičky s koulemi. Zakončení štítu v podobě vlaštovčích ocasů jsou zdobena konchami a mušlovými motivy.
Původní malba na fasádě mezi okny prvního a druhého patra nebyla během oprav domu v roce 1994 obnovena.

### Interiér
Pravou částí přízemí prochází chodba končící jednoramenným kamenným schodištěm se zábradlím do suterénu a schodištěm do patra. Dispozice obou pater je shodná. Původní prostory byly používány k bydlení. V místnostech jsou rovné stropy. Zůstaly zachovány původní truhlářské prvky a dlažba z počátku 20. století.